# 高木流
高木流には三つの系統がある。
1. 高木馬之輔重貞の子である高木源之進英重が継承し、九鬼神流の棒術を採り入れた系統。高木流柔術と九鬼神流棒術・半棒術を中心に高木流剣術も含む（小薙刀術を伝える系統もあるが、これは分派の心月無想柳流の影響である）。本體楊心高木流、高木楊心流ともいう。以下に記す。
2. 九鬼神流と合流する以前の高木流の長柄武器術の系譜を引く高木流槍術。
3. 初期の高木流の内容を受け継ぐ高木流体術。

このうち現存しているのは1のみである。
高木流（たかぎりゅう）とは、高木馬之輔重貞が開いた柔術の一つ。
高木流の特徴は、当身の一撃により敵の戦意を殺ぐことにある。本體楊心高木流、高木楊心流ともいう。

## 歴史
流祖は高木馬之輔重貞とされ、高木折右衛門重俊に師事し、高木流体術、小太刀、砲術、槍術等の武芸を学んだという。また、高木馬之輔は角力の基である角觝に優れていた。後に、竹内流三代目の竹内久吉と御前試合をして敗北、自らの慢心を悟って竹内久吉に入門し、竹内流を学んだ。やがて高木折右衛門から学んだ体術に自身の経験や竹内流を加味し、本體楊心高木流を編み出した。
九鬼神流創始者とされる大国鬼平が、高木源之進の跡を継ぎ第2代となったため、棒術・半棒術部分は九鬼神流であるが、実質的には高木流と一体の内容になっていった。大国鬼平は赤穂藩（森家）に仕えたため、江戸時代後期まで赤穂藩で伝承された。土佐藩の高木流槍術家である清水善平が赤穂で高木流柔術を修行して土佐藩に伝えた。

## 黒田道場
大国武右衛門英信の高弟であった赤穂藩の疋田音治の系統である。疋田の弟子の吉岡元三郎から黒田力松元幸が13代を継承し赤穂市内の黒田道場に伝わった。
現在は17代目となる黒田久雄の黒田道場に高木流柔術保存会があり稽古を行っている。

### 内容
稽古は技法の難易に応じて表、裏、調、中極意、極意、奥儀と進む。基本は表十三本と呼ばれる型である。調の段階では無刀捕、大小捌の他に鉄刀入身、鎌入身、鎖鎌などの武器を使った型を修得していく。また棒術、薙刀術、捕縄術、剣術、馬術、弓術、砲術、十手術なども段階に応じて教わる。
最後の奥儀に至ると陽之巻と陰之巻を授かり修行の心構えを学び免許皆伝となる。

## 八木幾五郎の系統
幕末に至り、第13代の八木幾五郎が蛮社の獄に連座して赤穂藩を追放され明石城下に住んだため明石藩でも広まり、八木幾五郎の弟子のうち藤田藤五郎の系統は藤田伝、石谷武甥の系統は石谷伝として伝えられた。
明治時代に石谷武甥は神戸、姫路だけでなく岡山県まで道場を開き流儀を広めた。
石谷武甥から免許皆伝を受けた角野八平太は兵庫県神戸市に楊武館を開いた。第16代の角野八平太が専当一心流の第11代も継承し、以降の楊武館では専当一心流も伝承していた。楊武館は角野八平太の娘と結婚した弟子の筒井友太郎が継承した。また、角野八平太の高弟で最高実力者と言われた皆木三郎は高木流から普門楊心流を開いた。後に皆木三郎は普門楊心流を改良し本體楊心流を編み出した。その後、筒井友太郎の娘と結婚した高弟の楠原孝弘が跡を継いだ。2012年に第19代を継承した楠原康正重平が神戸市長田区で指導している。

### 内容
表之型 表十三手、裏三十九手 （初段之型、重之型ともいう）
霞捕、洞返、搦捕、虚倒、片胸捕、両胸捕
追掛捕、戒後砕、行違、唯逆、乱勝、拳流、膝車
體之型 十五手
腰車、四ツ手、四ツ手崩、雲井返、腕流、鵲、引違、刑頭、腰折、両手止
水流、柳雪、瓢墜、鞆捕、水入
調之型 三十手
梅吐、車返、天返、流捕、山落、鞆嵐、袖車、両手懸、膽砕、來落、體砕、霜楓、逆捕、亂風、風折
無刀捕之型 十四手
奏者捕、一文字、柄落、向捕、廻捕、後捕、沈捕
大小捌之型 三十手
柄砕、引捕、入捕、亂獄、抑骨、潮返、掛落、小手止、車投、四ツ手刀
刄結、透捕、掬捕、横刀（裏四手）

#### 口傳
目録
翼攻嵐、手拭〆、下駄之使方、面部之中、両手懸
五寸縄掛方、三寸縄、出血止、大小手型、妖怪見
鐡條扱、活之入方、真ノ衿〆、誘之活
中極意之巻
方角、位捕、勝身術、四方詰、四方搦、五人捕附
大海之活、風呂屋詰、小太刀入見、白刃止、無明之活、水死之活、秘法口傳
極意之巻
八方詰、八方抜、高山崩、紅葉之亂、日刀、月刀、四方詰附袖筒、武者組、
武者捕附、強勇捕附、右濶左濶、無明之活、生死見、扇霞、含薬、土水活、水毒、水生、石鐡砕
免許之巻
死穴中穴次第之圖、紙筒張干筒、活前文、活祕文、無明剣
袖筒、祕薬仕方、無明文、蘇生法、陸沈法、霞策
龍虎之巻

## 系譜
- 流 祖 高木馬之輔重貞
- 二代目 高木源之進英重
- 三代目 大国鬼平重信
- 四代目 大国八九郎信俊
- 五代目 大国多郎大夫忠信
- 六代目 大国鬼兵衛良信
- 七代目 大国与左衛門良貞
- 八代目 中山甚内定秀
- 九代目 大国武右衛門英信
- 十代目 中山嘉右衛門定賢
- 十一代目 大国鎌治英俊

中山甚内以降の系統
- 八代目 中山甚内定秀
  - 大国武右衛門英信
    - 中山嘉右衛門定賢
      - 大国鎌治英俊
        - 八木幾五郎
          - 藤田藤五郎久吉
          - 井上熊太郎清長
          - 石谷武甥正次

        - 清水善平（土佐藩）
          - 清水小助
            - 下村茂市
              - 片岡健吉

    - 疋田音次幸成
      - 吉岡元三郎元成
        - 黒田力松元幸
          - 黒田斧治
            - 黒田熊治
              - 黒田元一
                - 黒田久雄
                  - 河部元一

              - 奥沢稔夫
              - 木元嘉助

          - 奥沢藤吉
          - 竹内
          - 朝日万四郎

  - 八家一兵衛 （木生谷派）
    - 山根正之介
      - 大崎甚治郎
      - 西側格治

明石 八木幾五郎の系統
- 十一代　大国鎌治英俊
  - 八木幾五郎久喜（赤穂から明石に伝える）
    - 藤田藤五郎久吉
      - 水田芳太郎忠房
        - 高松寿嗣翊翁
          - 初見良昭
          - 種村匠刀
          - 上野貴

    - 井上熊太郎清長
      - 石崎安太郎義光
        - 水田芳太郎忠房（水田派）

    - 石谷武甥正次
      - 角野八平太正義
        - 角野寅太郎
        - 皆木三郎正教 （普門楊心流・本體楊心流）
        - 筒井友太郎義尚
          - 松野秀雄
          - 岡本悟
          - 楠原多加乃義美
          - 楠原孝弘重義
            - 楠原康正重平
            - 楠原健司重尚
            - 稲垣幸男 （楊武館熊本支部）
            - 細馬清雄 （楊武館東京支部）
            - 武部康文

        - 金澤一三
          - 金澤映
          - 井上剛宗俊

        - 脇田正市義則
          - 岩永源一（家伝の心月無想柳流を名乗る）

      - 高松由吉
      - 石谷松太郎正治/石谷松太郎隆景~高松壽嗣翊翁~佐藤金兵衛清明[4]~種村恒久匠刀（本體楊心高木流柔術）